# Chelsea (Wisconsin)
Chelsea es un lugar designado por el censo ubicado en el condado de Taylor en el estado estadounidense de Wisconsin. En el Censo de 2010 tenía una población de 113 habitantes y una densidad poblacional de 94,23 personas por km².

## Geografía
Chelsea se encuentra ubicado en las coordenadas 45°17′34″N 90°18′19″O / 45.29278, -90.30528. Según la Oficina del Censo de los Estados Unidos, Chelsea tiene una superficie total de 1.2 km², de la cual 1.2 km² corresponden a tierra firme y (0%) 0 km² es agua.

## Demografía
Según el censo de 2010, había 113 personas residiendo en Chelsea. La densidad de población era de 94,23 hab./km². De los 113 habitantes, Chelsea estaba compuesto por el 99.12% blancos, el 0% eran afroamericanos, el 0% eran amerindios, el 0% eran asiáticos, el 0% eran isleños del Pacífico, el 0.88% eran de otras razas y el 0% pertenecían a dos o más razas. Del total de la población el 0.88% eran hispanos o latinos de cualquier raza.